# 갈라파고스뜸부기
갈라파고스뜸부기(학명: Laterallus spilonota)는 뜸부기과 검정뜸부기속에 속하는 조류의 일종으로, 이름대로 에콰도르 갈라파고스 제도 토종이다. 검정뜸부기·후닌뜸부기와는 근연종이다. 몸길이는 15cm로 작으며, 잘 날지 못하여 다리로 걸어다닌다.